# Jajá
Jakson Avelino Coelho (Ipatinga, 1986. február 28. –), ismert nevén Jajá Coelho vagy egyszerűen Jajá, brazil labdarúgó, a kínai Csungcsing Lifan (Chongqing Lifan) csatára.